# Alectoris magna
La pernice di Przevalski(Alectoris magna (Przevalski, 1876)) è un uccello della famiglia dei Phasianidae che appartiene all'ordine dei Galliformes. È diffusa nel centro-nord della Cina.

## Tassonomia
In passato questa specie è stata attribuita al genere Caccabis.
Questa specie è suddivisa in due sottospecie:
- Alectoris magna magna (Przevalski, 1876)
- Alectoris magna lanzhouensis Liu, Huang & Wen, 2004